# La Blanquilla
La Blanquilla è un'isola del Venezuela, parte delle Dipendenze Federali, posta ad ovest di Grenada, 139 km a nord dell'isola di Margarita. Appartiene all'arcipelago delle Isole Sottovento (Piccole Antille).
Deve il suo nome alle spiagge di sabbia bianchissima (arena blanca), con coste che si estendono per 25 km e un'elevazione massima di 30 m s.l.m. L'isola è disabitata ma ospita una stazione di guardiacosta.
Il fondale basso e le formazioni coralline hanno creato le condizioni ideali per una ricca fauna sottomarina, e per le attività di snorkeling e immersioni subacquee. Molto ricca anche la fauna sull'isola che vanta, tra le specie presenti, l'iguana, l'asino e la capra selvatica